# Impatiens cyanantha
Impatiens cyanantha är en balsaminväxtart som beskrevs av Joseph Dalton Hooker. Impatiens cyanantha ingår i släktet balsaminer, och familjen balsaminväxter. Inga underarter finns listade i Catalogue of Life.